# Francisco de Cárdenas y de la Torre
Francisco de Cárdenas y de la Torre (Madrid, 22 de noviembre de 1875 - 21 de noviembre de 1967) fue un abogado y financiero español. Licenciado en derecho por la Universidad Central de Madrid el 1896, ingresó en el Cuerpo de Abogados del Estado y antes de la guerra civil española fue vocal del Tribunal Económico-Administrativo Central y magistrado del Tribunal Supremo de España.

## Biografía
De 1940 a 1943 fue Comisario General del Desbloqueo, organismo que pretendía restablecer la normalidad monetaria y de pagos para el nuevo estado franquista. También participó en la redacción de la Ley de Ordenación Bancaria, que reforzaba la presencia del Ministerio de Hacienda de España en el Banco de España y otorgaba al gobierno la mayor parte de competencias en política monetaria. A la vez, en 1942 fue nombrado asesor técnico del Banco de España y adjunto al gobernador Antonio Goicoechea. Cuando este dejó el cargo por motivos de salud en agosto de 1950 fue nombrado gobernador del Banco de España, del Banco Hipotecario y del Banco Exterior de manera interina hasta septiembre de 1951, cuando fue nombrado gobernador Joaquín Benjumea Burín. Fue consejero del Banco Hipotecario de 1954 a 1966. A la vez continuó vinculado en el Banco de España, del que fue consejero ejecutivo de 1962 a 1964 y vocal del consejo general del 1965 hasta su muerte.
En 1944 fue galardonado con la Gran Cruz de la Orden del Mérito Civil y en 1965 con la Gran Cruz de la Orden de Isabel la Católica.